# Provincia Kongo Central
Provincia Kongo Central este o unitate administrativă de gradul I, una dintre cele 25 noi provincie ale Republicii Democratice Congo, create în reîmpărțirea din 2015.
Provincia Kongo Central este singura cu acces la mare (Oceanul Atlantic). Reședința sa este orașul Matadi.